# Roland Rugero
Roland Rugero, né le 22 février 1986, est un écrivain et journaliste burundais.

## Romans
- Les Oniriques (2007)
- Baho! (2012)